# Teluk Lancar
Teluk Lancar is een bestuurslaag in het regentschap Bengkalis van de provincie Riau, Indonesië. Teluk Lancar telt 1497 inwoners (volkstelling 2010).